# هاربکه
هاربکه (به آلمانی: Harbke) یک شهر در آلمان است که در Börde واقع شده‌است. هاربکه ۱٬۸۷۸ نفر جمعیت دارد.